# Неджелища
Неджелища (на сръбски: Неђељишта) е село в Босна и Херцеговина, разположено в община Власеница, в ентитета на Република Сръбска. Населението му според преброяването през 2013 г. е 376 души, от тях: 347 (92,28 %) бошняци, 26 (6,91 %) сърби и 3 (0,79 %) неопределени.

## Население
Численост на населението според преброяванията през годините:
- 1961 – 607 души
- 1971 – 701 души
- 1981 – 686 души
- 1991 – 738 души
- 2013 – 376 души